# Ријанон (ТВ филм из 1984)
„Ријанон” је југословенски ТВ филм из 1984. године. Режирао га је Слободан Пешић који је написао и сценарио по делу Дилана Томаса.

## Улоге
| Глумац            | Улога |
| ----------------- | ----- |
| Душица Жегарац    |       |
| Драган Максимовић |       |
| Стојан Дечермић   |       |
| Стела Ћетковић    |       |
| Небојша Бакочевић |       |
| Милан Јањић       |       |
| Радомир Ковачевић |       |